# 謝伊式蒸汽機車

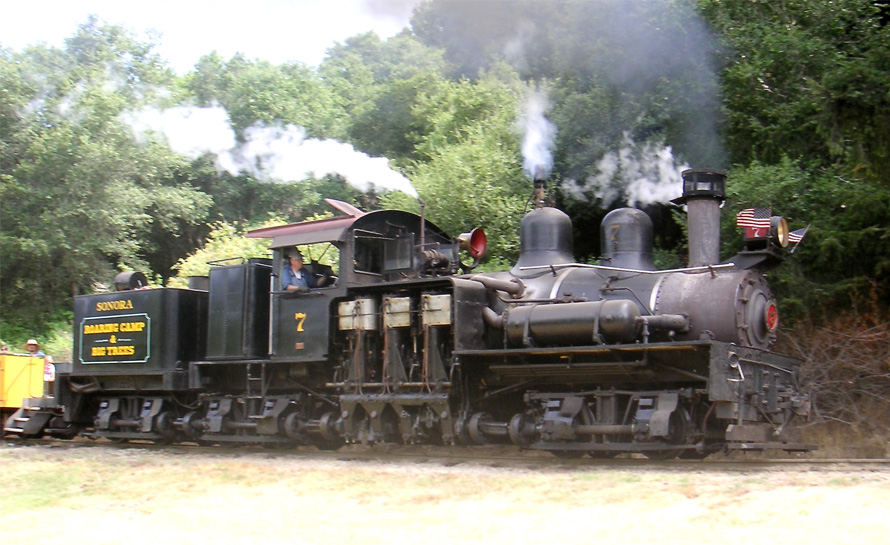
C型謝伊式蒸汽機車，具有3個動力轉向架與關節式煤水車。

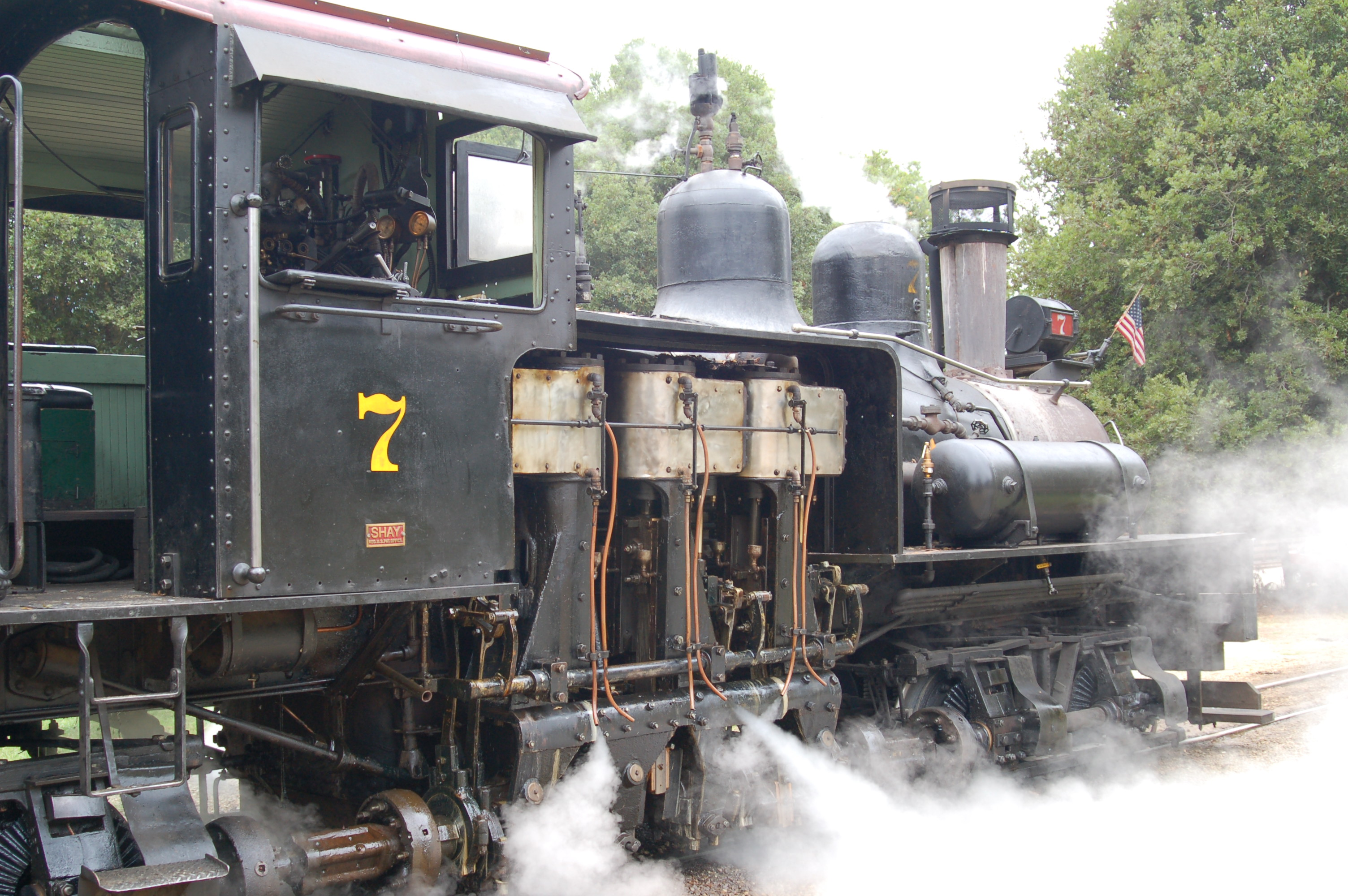
Roaring Camp and Big Trees Narrow Gauge Railroad的7號車"Sonora"號，為C型謝伊式機車。攝於加利福尼亞州費爾頓。

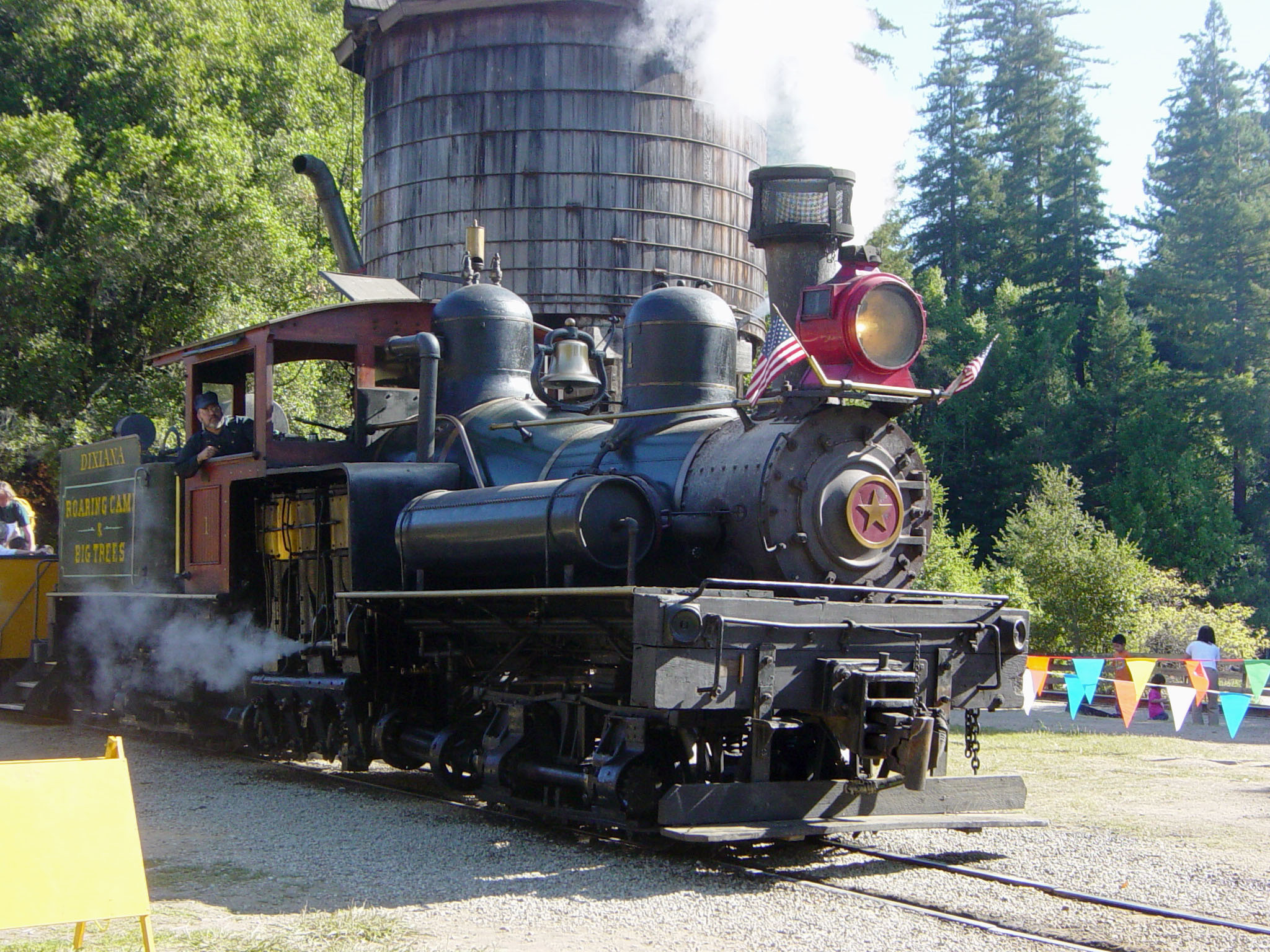
Roaring Camp and Big Trees Narrow Gauge Railroad的1號車"Dixiana"號，為B型謝伊式機車，攝於加利福尼亞州費爾頓。可見直立氣缸驅動機構。

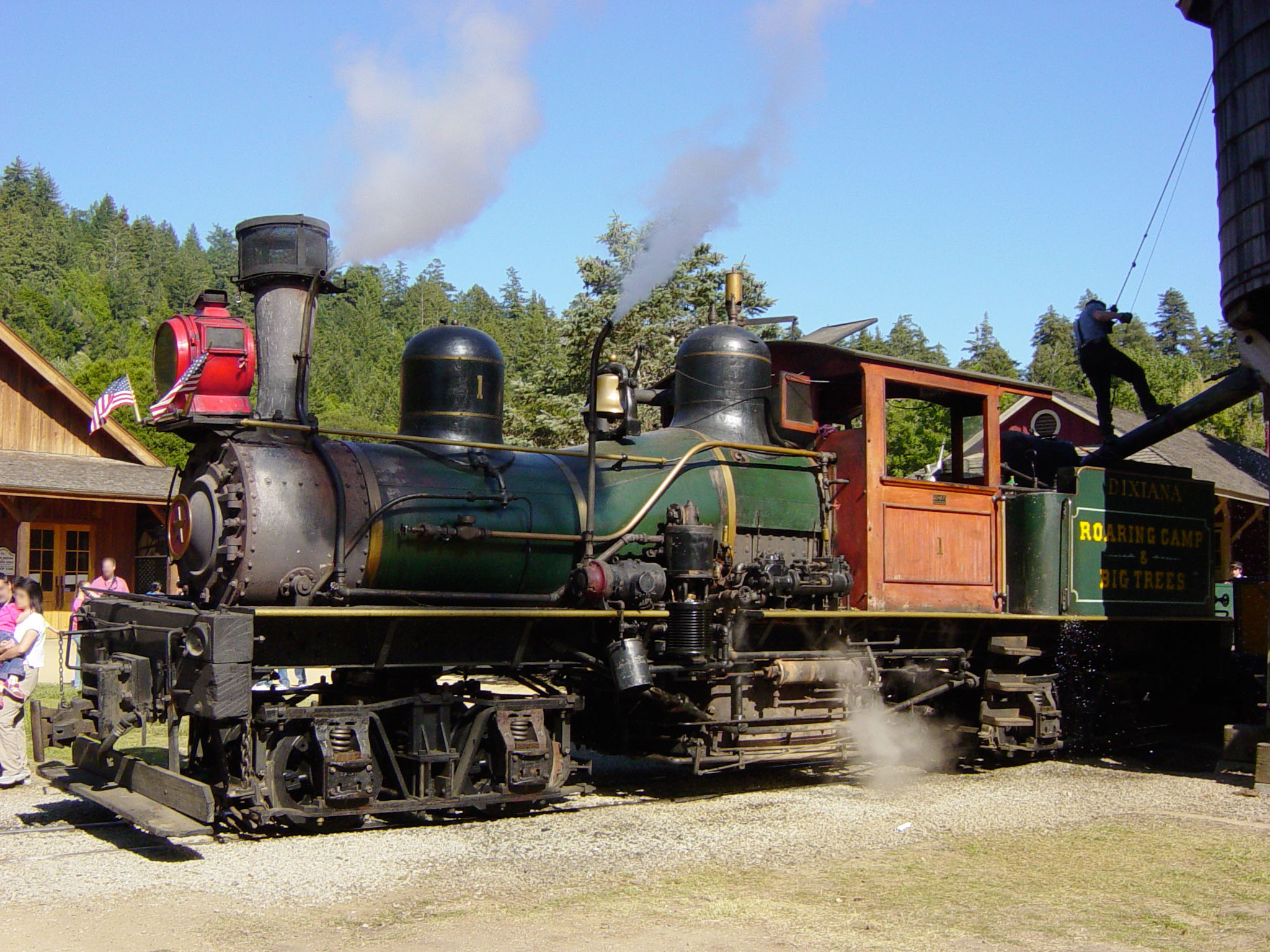
Roaring Camp and Big Trees Narrow Gauge Railroad的1號車，為B型謝伊式機車，無直立氣缸驅動機構之側面觀。

謝伊式蒸汽機車（英語：Shay locomotive）是使用最廣泛的齒輪傳動式蒸汽機車，乃根據伊伏倫·謝伊（Ephraim Shay）的專利所製造。初期的設計與後來的機車有所不同，但謝伊式蒸汽機車的發展仍有其一貫的脈絡。

## 发展
伊伏倫·谢伊（Ephraim Shay，1839–1916年）是住在密歇根州的發明家，也曾擔任教师，南北戰爭時期醫院職員，公务员，伐木者，商人，鐵路所有者。
在1860年代，謝伊從事伐木，希望有比在冬天使用雪橇更好的方式將原木移至鋸木廠。他於1875年建造軌距660毫米的台車軌道，以便能全年伐木。兩年後他想到可以在平車上裝置鍋爐與齒輪提供動力，並裝上轉向架以便控制。第一輛謝伊式蒸汽機車只有兩個汽缸，前端以常見的方式裝置轉向架，後端轉向架則固定於車架上不能轉動。使用的鍋爐直徑3英尺（914毫米），高5英尺（1524毫米），裝置於車體中央，而水櫃裝置在前轉向架上方，後轉向架上方則以橫向裝置由威廉·克里彭（ William Crippen）製造的氣缸與連桿裝置（蒸汽機）。謝伊先嘗試以鏈條穿過車底將動力送到車軸（驅動單軸或雙軸現已不可考），不過此法並不實用。接下來他試著以皮帶傳動，很快就被接受了。
謝伊於1881年為其基本概念申請並獲得了專利。  1901年又為了改進的齒輪動力機構獲得專利。 
俄亥俄州萊馬的萊馬機車廠在1880年建造了伊伏倫·謝伊的原型蒸汽機車。  1884年之前，萊馬機車廠所製造的謝伊式蒸氣機車車重10至15短噸（8.9至13.4長噸；9.1至13.6公噸），且只有兩個汽缸。 1884年製造了第一部3氣缸（B型）謝伊式機車，第一部3缸（C型）謝伊式機車則於1885年交車。謝伊式機車的成功使得萊馬公司大規模擴張和重組。 萊馬公司最初收到謝伊的設計時並不重視，直到約翰‧凱恩斯（John Carnes）說服採用，而出現了典型的謝伊式蒸汽機車設計。
1903年，萊馬機車廠製造了第一辆四轉向架（D型）謝伊式機車，重達140短噸（120長噸，130公噸）。這是為了新墨西哥州阿拉莫戈多到考克斯峽谷（Cox Canyon）的埃爾帕索岩島線（El Paso Rock Island Line）而製造的。該路線蜿蜒長達31英里（50公里），坡度最大為6 ％ ，沿線的水質不良，故機車配備兩部水櫃車，以攜帶足夠往返的用水。 
在萊馬機車廠工作的Lewis E. Feightner在1908年和1909年為謝伊式蒸汽機車改進了蒸汽機安裝支架和過熱器，並取得專利。  
在謝伊式蒸汽機車的基本專利到期後，俄勒岡州波特蘭市的威拉米特鐵工廠（Willamette Iron and Steel Works）也開始製造謝伊式蒸汽機車，並在1927年因改進了齒輪傳動轉向架，獲得了專利。 這些機車被稱為威拉米特機車。由於“ Shay”是利馬的商標，嚴格來說並不能將威拉米特與其他廠家所製造的直立氣缸傘形齒輪傳動機車稱為“ Shays”。密歇根州凱迪拉克的密歇根鐵工廠（Michgan Iron Works）也依照謝伊式專利建造了六輛機車，稱為亨德森型謝伊式機車（Henderson-style Shays） 。

## 概述
謝伊式機車使用直立氣缸、傘型齒輪驅動。鍋爐採用一般的火管鍋爐，但裝置的位置偏向車架的左邊，讓車架右側有空間裝置二缸或三缸的蒸汽機並平衡重量。右側的蒸汽機之汽缸與活塞為直立安裝，活塞連桿推動位於動輪輪軸高度的曲軸，轉動縱向安裝的傳動軸，傳動軸上有傘形齒輪，與動輪上的傘形齒輪嚙合，推動動輪。驅動軸上有萬向節與方形可动棱柱节，以使軸與車輪能應付行駛時路線的轉彎。
謝伊式機車的優點在於車架下的所有輪子都有動力驅動（某些型號甚至連煤水車下也裝置了動輪，可由傳動軸驅動），能運用全車車重與所有的車輪產生牵引力。活塞衝程与车轮转速的比率很高，因此可以在部分打滑的情况下运转，而传统的連桿式驅動方式則會使動輪打滑、軌道升溫，失去牵引力。
由於其裝置在側邊的傳動軸，在美國謝伊式機車也常被稱為響尾蛇（sidewinder）或發條表（stemwinder）。雖然大部分的謝伊式機車於美國境內使用，也有不少外銷至大約30個國家，其中有些是由萊馬公司售出，也有到達使用年限後出口的。

## 形式
從1878年到1945年，萊馬機車廠製造了大約2770輛謝伊式蒸汽機車，分為四型，重量介於6至160短噸（5.4至142.9長噸；5.4至145.1公噸）。
- A型：雙汽缸、雙轉向架。重量介於6和24短噸（5.4和21.4長噸；5.4和21.8公噸） 之間。
- B型：三汽缸，雙輪組轉向架。在10和60短噸（8.9和53.6長噸；9.1和54.4公噸）之間。
- C型：三汽缸，三轉向架。重量在40和160短噸（36和143長噸；36和145公噸） 之間。
- D型：三汽缸，四轉向架。重量為100和150短噸（89和134長噸；91和136公噸） 之間。雖然出力並不比C型強大，但具有更大的燃料和水容量，使機車對軌道的黏著力更高。

另有兩輛車重為15短噸（13長噸；14公噸） 的謝伊式機車具有兩個氣缸跟三個轉向架。
有四部謝伊式機車軌距為600毫米，氣缸位於左側，是墨西哥San Luis de la Paz的Sr. Octaviano B. Cabrera Co.,所訂製。

## 保存車輛

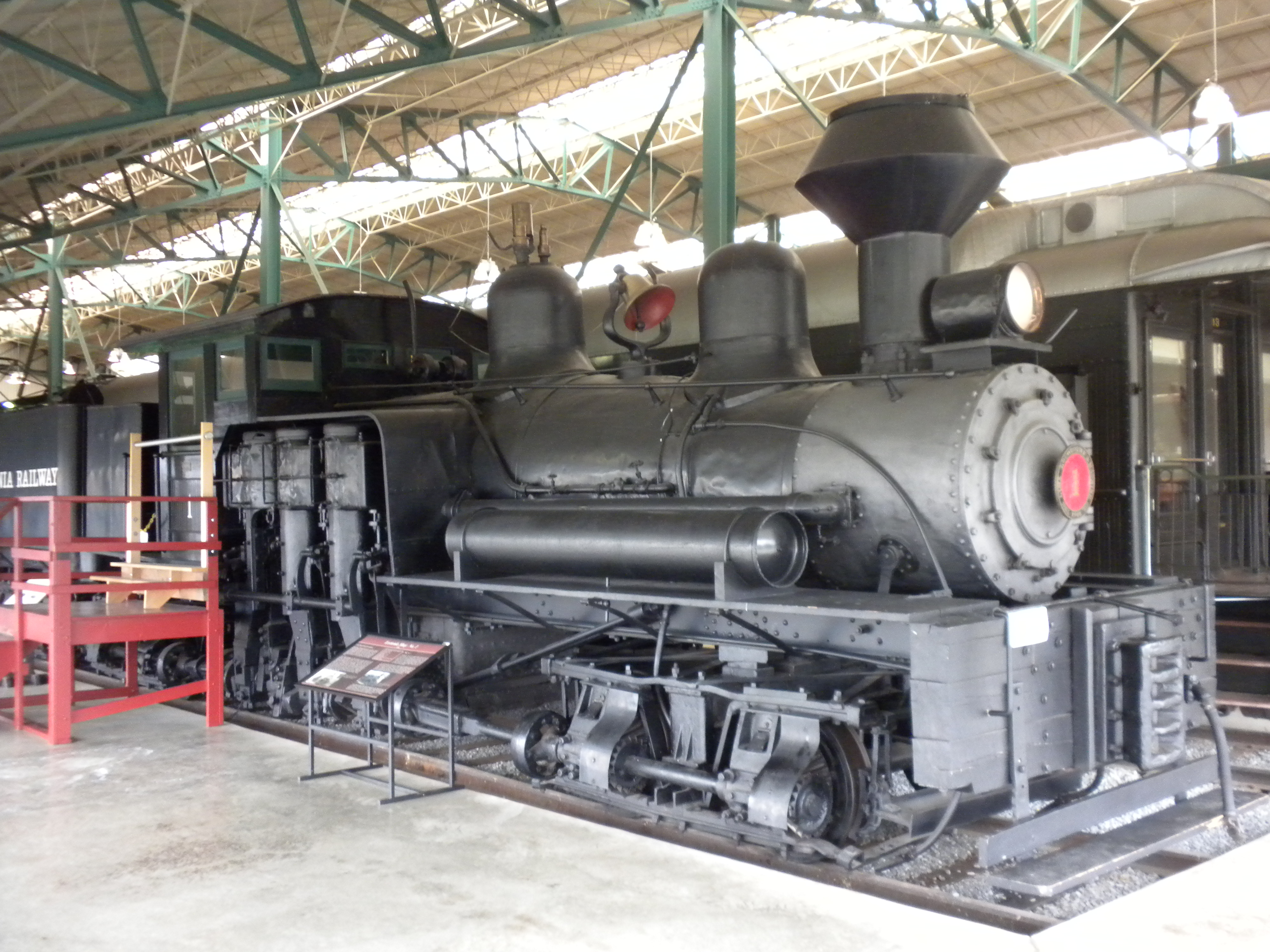
賓夕法尼亞鐵路博物館的謝伊式蒸汽機車，“ Leetonia No. 1”。

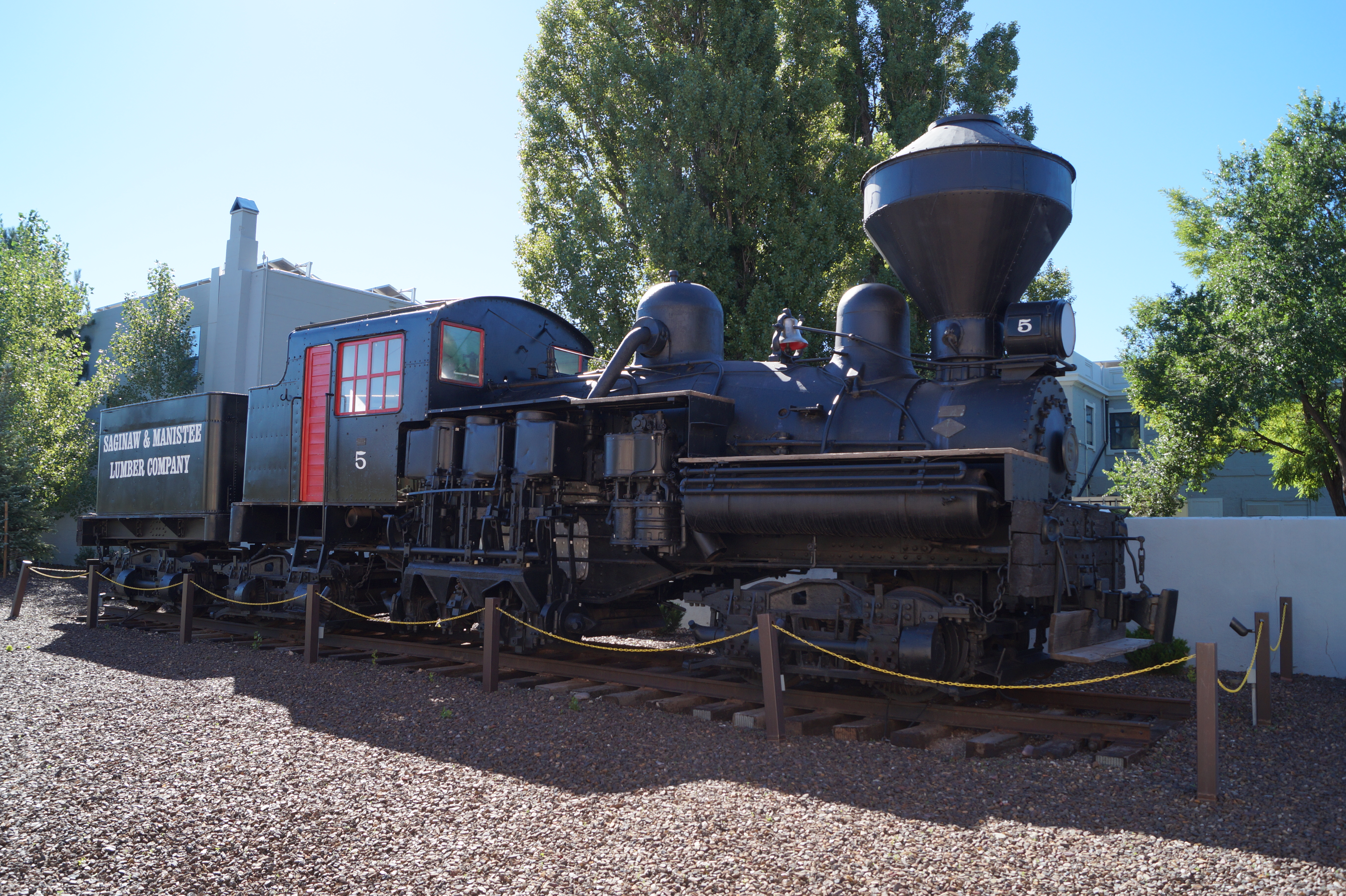
阿納康達銅礦公司（Anaconda Copper Mining Co.）的第五號謝伊式蒸汽機車，靜態展示於大峽谷鐵路的威廉姆斯車庫（Williams Depot）。

現存115輛謝伊式蒸汽機車，有的是用兩部機車拼裝而成的。 

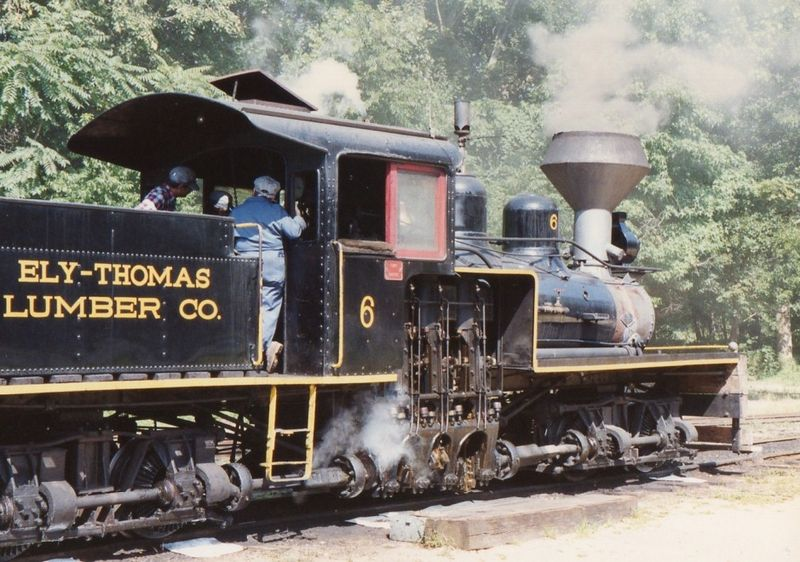
伊利湯瑪斯木材公司（Ely-Thomas Lumber Company）第6号機車，在新泽西州交通博物馆運轉。

- 优胜美地山糖松铁路拥有并運行兩部原屬西方木材公司的謝伊式機車，分别是10号和15号車。

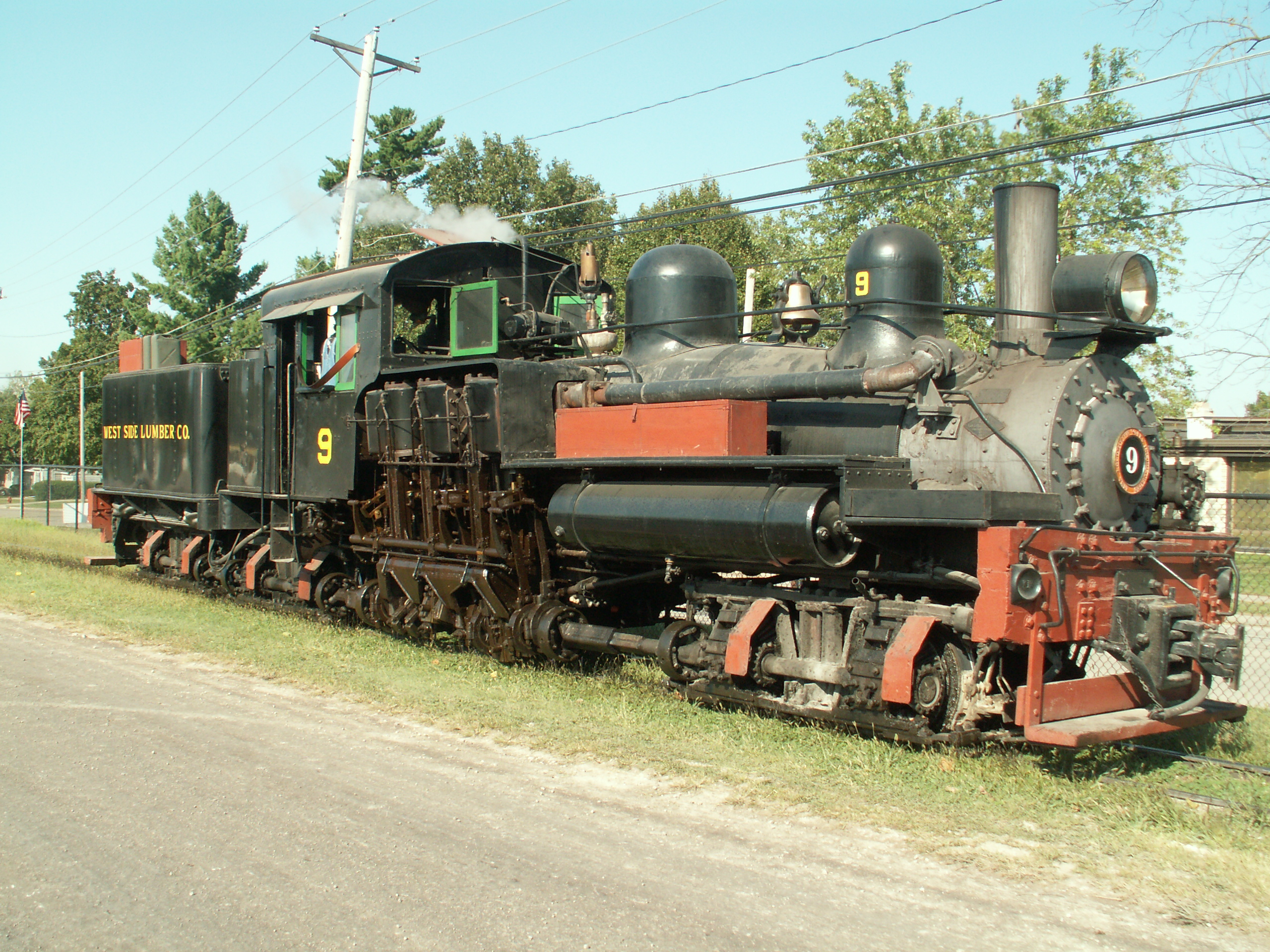
中西部中央鐵路（Midwest Central Railroad）的三輪組謝伊式蒸汽機車，第9號車。

- 1966年，中西部中央鐵路（Midwest Central Railroad，MCRR）購買了西方木材公司的第9號車（C型謝伊式機車，1923年，序號3199），在1990年代中期進行了小規模整修，繼續在愛荷華州東南部營運。 2011年1月，MCRR與喬治敦環路鐵路（Georgetown Loop Railroad，GLRR）簽訂了為期7至10年的協議，由GLRR將第9號機車維修，並在2012年7月14日開始在GLRR營運。此車於2019年夏末返回愛荷華州營運。
- 伊利諾伊州鐵路博物館（Illinois Railway Museum）是美國最大的鐵路博物館，有一輛三氣缸三轉向架謝伊式機車，由萊馬廠於1929年製造，原屬J. Neils Lumber Company。

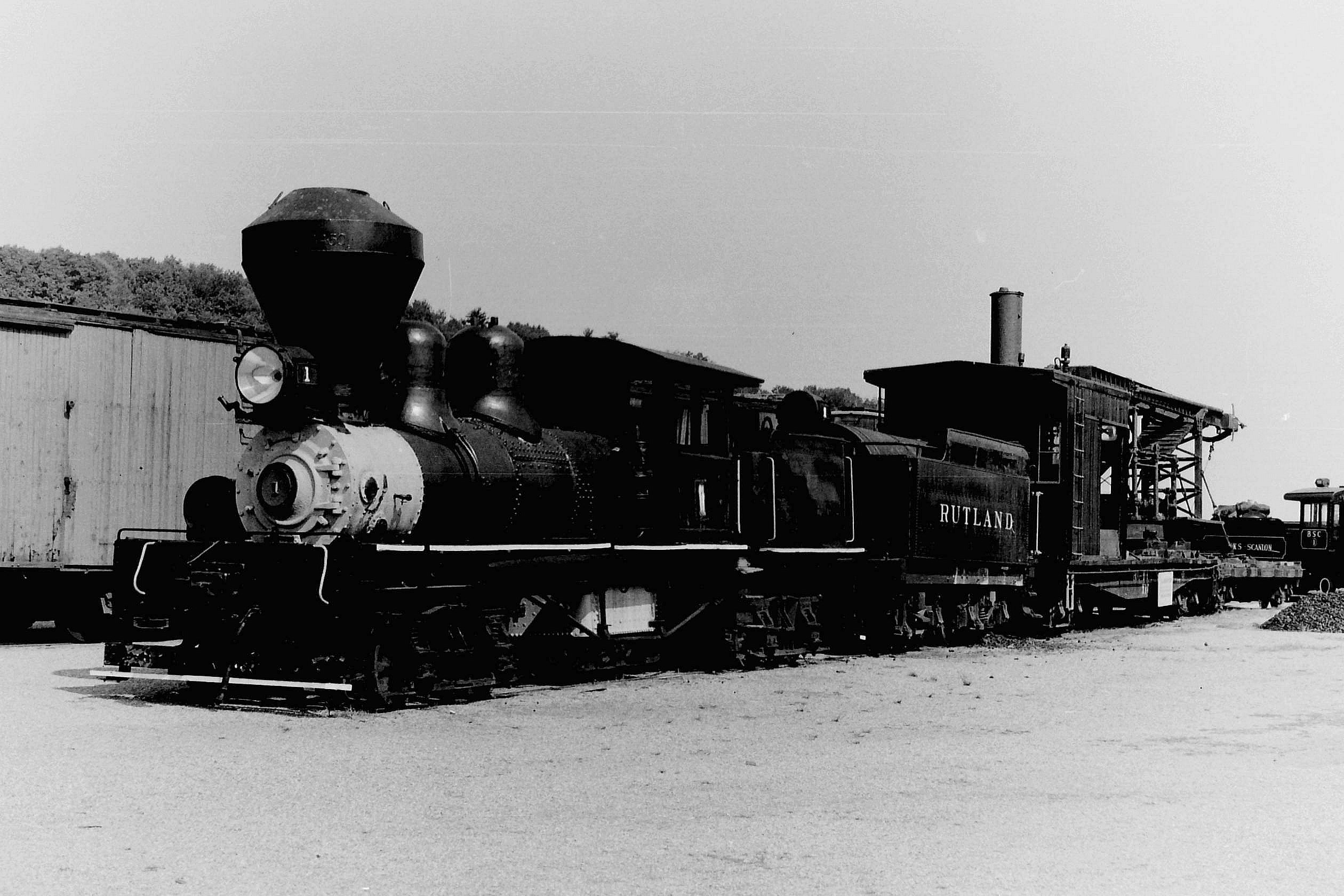
梅多河木材公司（Meadow River Lumber Co.）1號機車

- 最後一部生產的謝伊式蒸汽機車，為西馬里蘭鐵路的6號車（1945年製造，序號3354），現在仍在卡斯觀光鐵路運行。重達162噸，是有史以來建造的第二大謝伊式機車，僅服役四年便退休，靜態展示於巴爾的摩與俄亥俄鐵路博物館。 1981年它與幾輛蒸汽機車交換，而到了卡斯觀光鐵路營運，成為第6號機車，綽號“大六（Big 6）”，結果作為觀光鐵路牽引機車的營運時間，比在原始擁有者手中還要長。本車是現存最大的謝伊式蒸汽機車。卡斯觀光鐵路也是世界上最大的齒輪傳動蒸汽機車集合之處。 [11] :194–195
- 台灣的阿里山林業鐵路修復了三台28噸，窄軌B型謝伊式機車，分別是25、26和31號。大多數阿里山森林鐵路的謝伊式機車都保存下來了，但第14號機車售至澳大利亞的普芬比利鐵路（Puffin Billy Railway）。

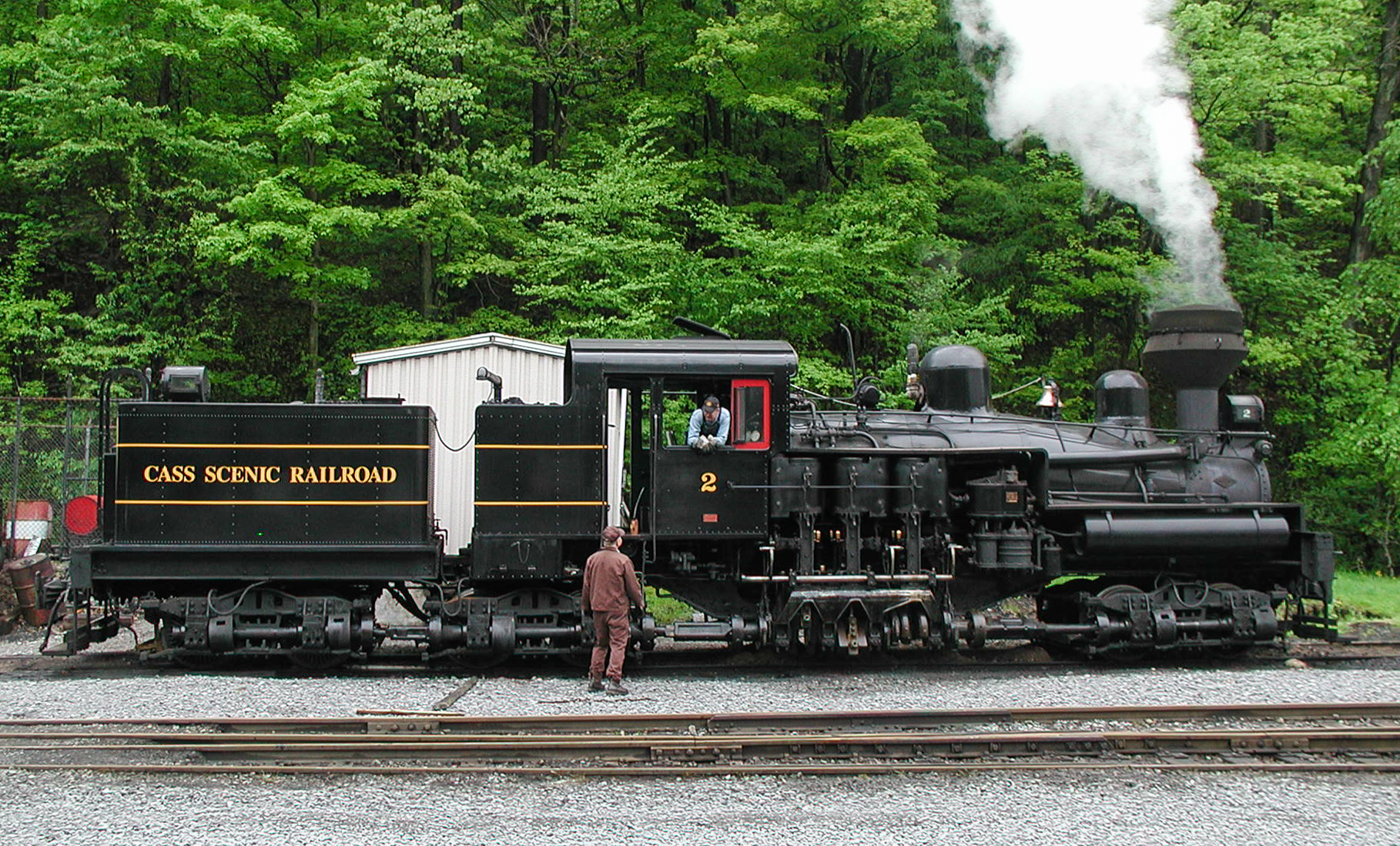
卡斯觀光鐵路2號機車，於西弗吉尼亞州卡斯站。

- 卡斯觀光鐵路目前還運行1923年建造的謝伊式機車11號車。本車最初為加利福尼亞州羽毛瀑布（Feather Falls）的Hutchinson木材公司所有，以羽毛河3號（Feather River ＃3）聞名，屬於C型，重達103噸。 2號車是1928年7月為不列顛哥倫比亞省溫哥華島Paldi的Mayo木材公司建造的太平洋海岸謝伊式機車，是唯一曾以木材、煤炭、石油為燃料的謝伊式機車，屬於C型，重93噸。 4號車最初編號為5，1922年為西弗吉尼亞州蒂奧加的樺木谷木材公司（Birch Valley Lumber Company）所製。本車為C型70-80噸的謝伊式，與處於不可運轉狀態的7號車一樣。 [12]

## 图片

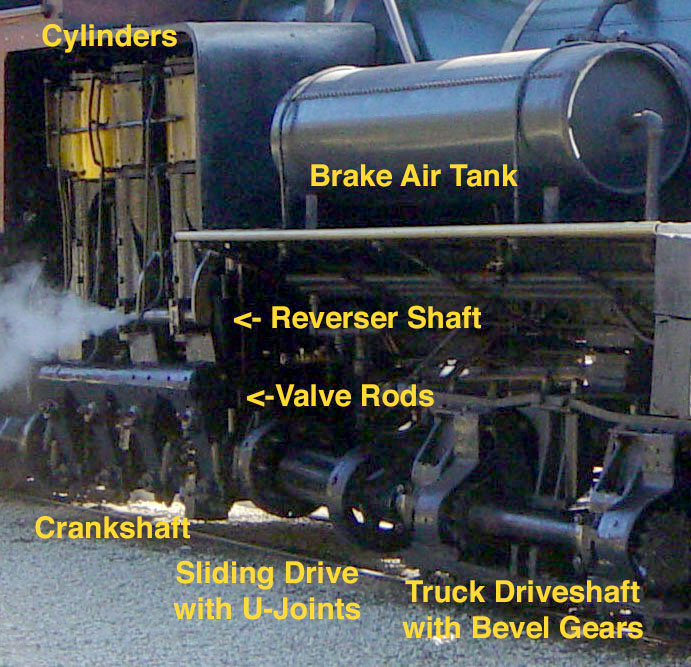
卡斯觀光鐵路的照片，附有各部說明。
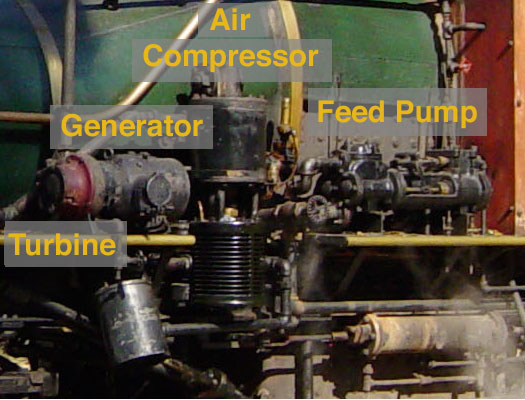
Dixiana號的各部位（標記為“進料泵（Feed Pump）”的設備實際上是一台消防泵，可為滅火水管供水。Dixiana使用兩個Nathan Monitor＃6注入器作為鍋爐進水裝置。）
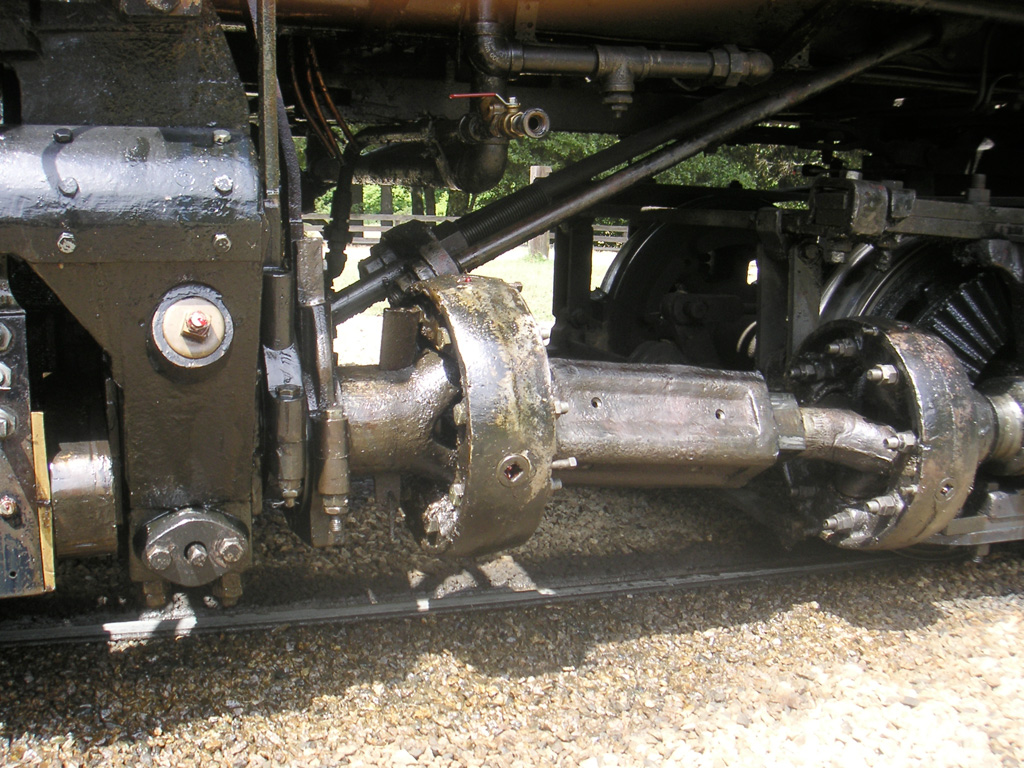
Sonora號的萬向節，兩者之間有可滑動的連接機轉
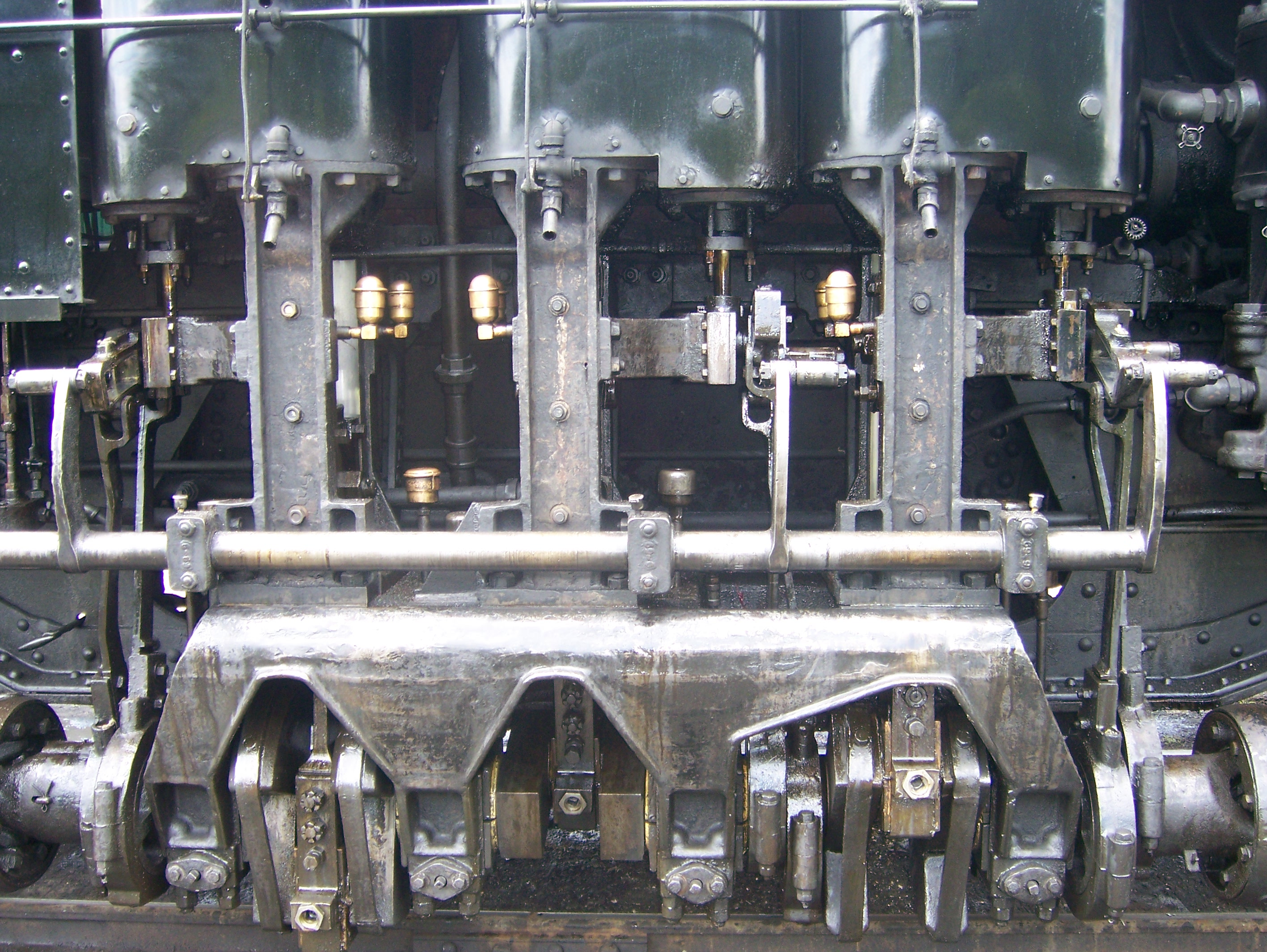
萊馬機車廠製造的謝伊式蒸汽機車（1928年，序號3320）。目前仍在卡斯觀光鐵路運轉，車號2號。
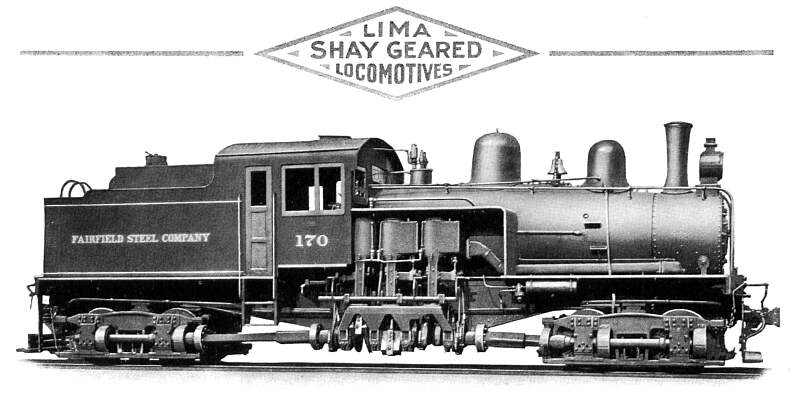
萊馬機車廠的目錄，B型70噸機車（1918年，序號2982）。本車 Fairfield Steel 170後來成為Tennessee Coal, Iron and Railroad的 170號車。
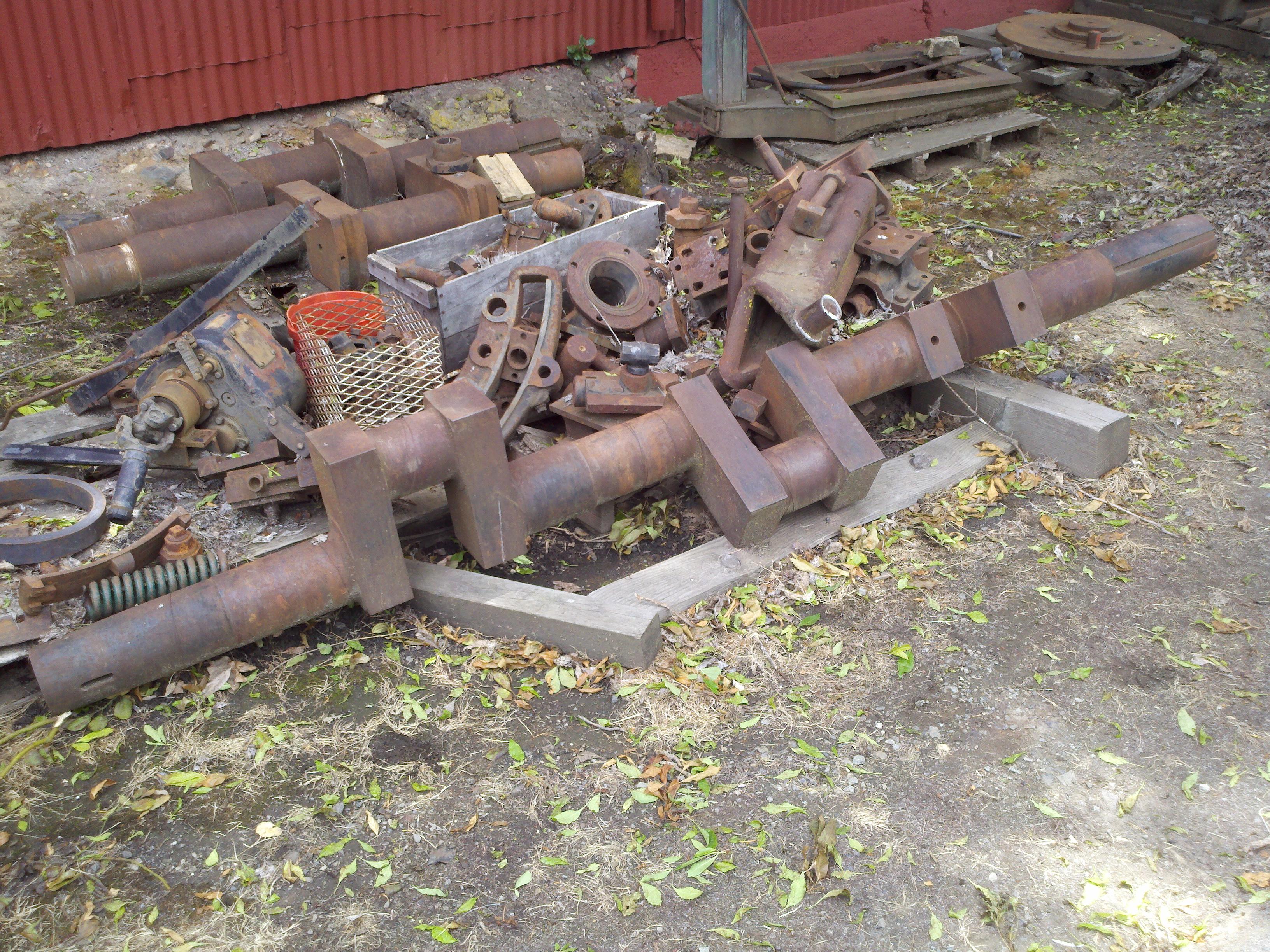
謝伊式機車的曲軸與相關零件（於 Railtown 1897 State Historic Park）
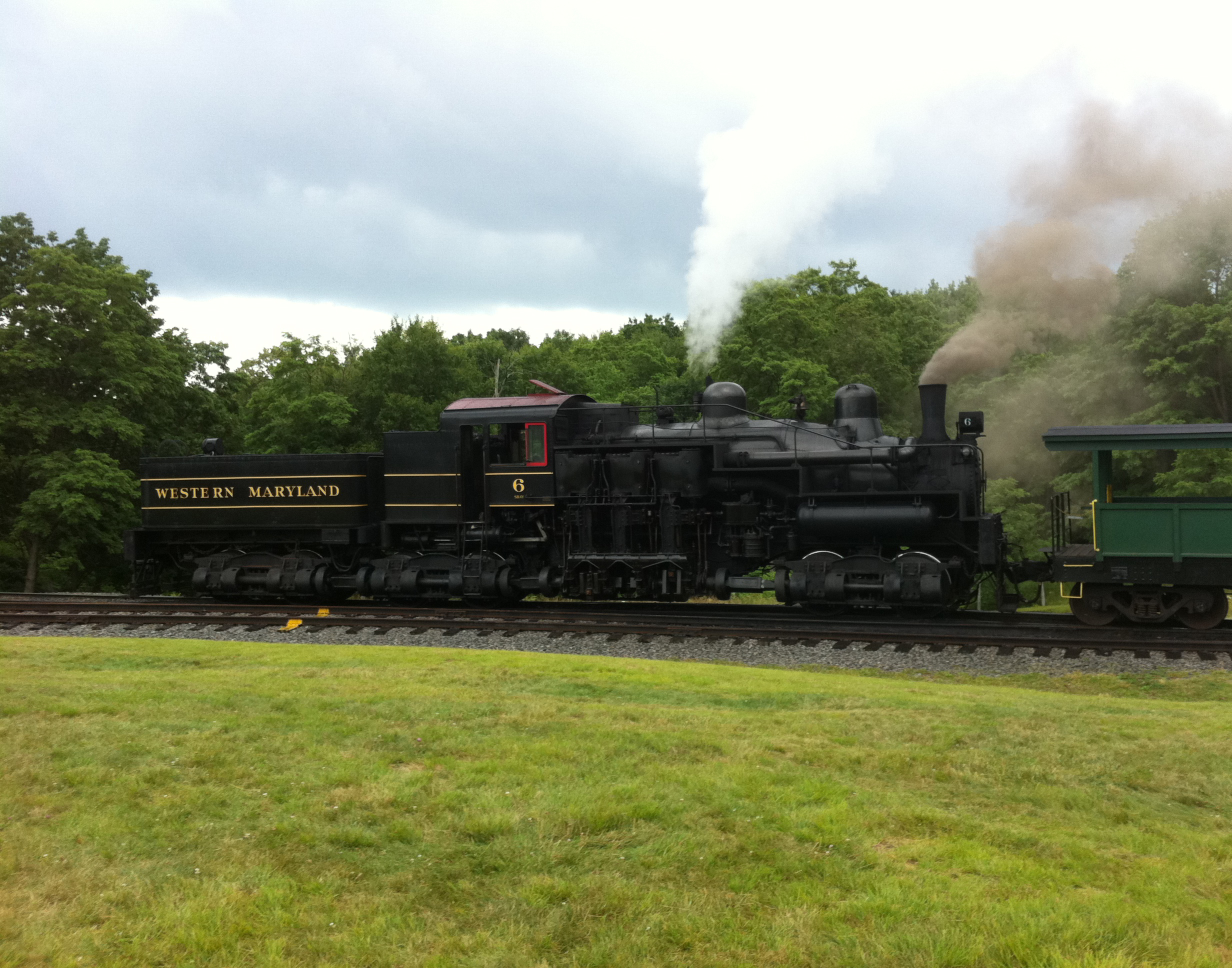
卡斯觀光鐵路6號車
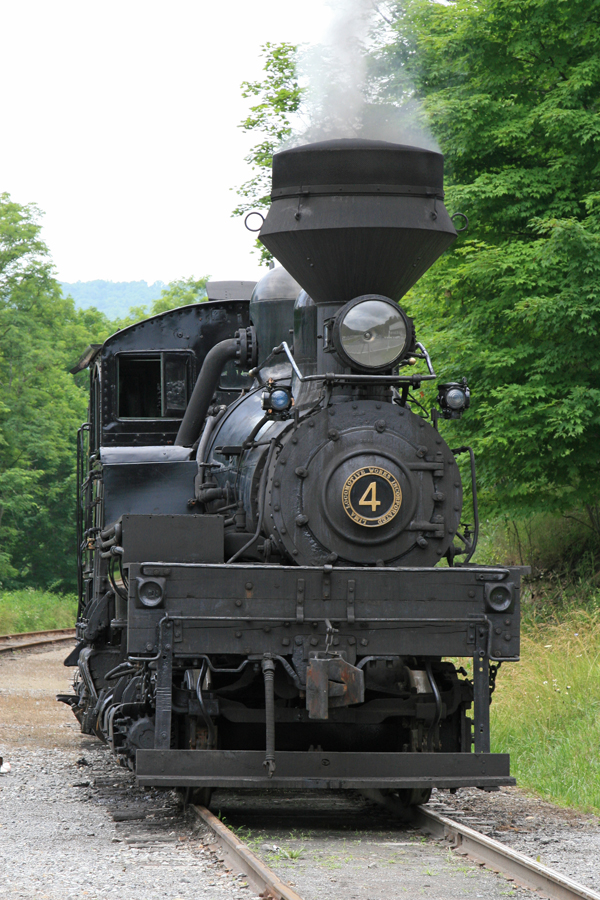
卡斯觀光鐵路4號車
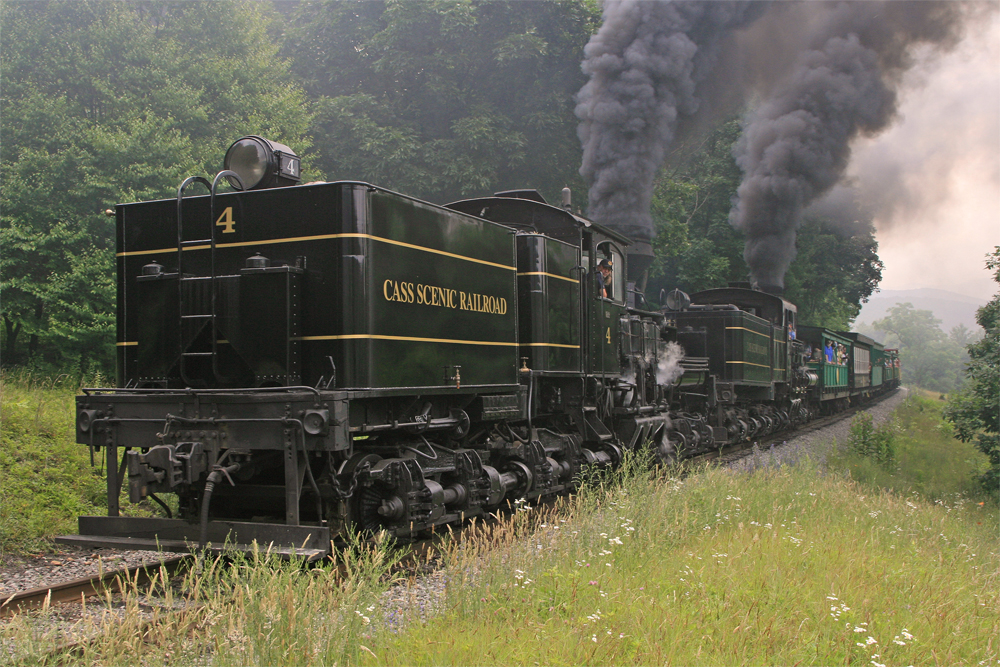
卡斯觀光鐵路4號車